# Selhurst Park
Selhurst Park é um estádio de futebol situado no distrito em Croydon, Londres. Foi inaugurado em 1924 e é a casa do Crystal Palace, da Premier League. Sua capacidade é de 26.309. Foi usado nos Jogos Olímpicos de Verão de 1948.
O estádio também foi utilizado na série Ted Lasso representando o fictício estádio Nelson Road, a casa do AFC Richmond, time treinado por Ted na série.